# Poliaddycja
Poliaddycja – rodzaj reakcji chemicznej, polimeryzacja, w której nie występują produkty uboczne i która ma charakter stopniowy a nie łańcuchowy. W procesie poliaddycji są otrzymywane m.in. poliuretany.
Poliaddycja jest procesem polimeryzacji, który podobnie jak polimeryzacja łańcuchowa zachodzi bez produktów ubocznych w każdym akcie propagacji i warunkach silnie nierównowagowych, ale podobnie jak polikondensacja ma ona charakter stopniowy.
Obecnie stosowanie tego pojęcie nie jest zalecane przez komisję nazewniczą IUPAC i zastępuje się je nazwą polimeryzacja stopniowa.